# Amerika-ellenes tevékenységet vizsgáló bizottság

Martin Dies Jr., az Amerika-ellenes Tevékenységek Képviselőházi Bizottsága elnöke aláírja Roosevelt elnöknek -a bizottságot ért támadásaira- írt válaszlevelét. 1938. octóber 26.

Az Amerika-ellenes Tevékenységet Vizsgáló Bizottság magyar nyelven elterjedt elnevezése a Képviselőház Amerika-ellenes Tevékenységek Bizottsága (HUAC), vagy megfordítva az Amerika-ellenes Tevékenységek Képviselőházi Bizottsága (HCUA) névvel létrehozott szervezetnek, ami az  Egyesült Államok Képviselőházának nyomozó bizottságaként jött létre; 1969-től a Képviselőház Belbiztonsági Bizottsága néven folytatta munkáját.
A bizottságot (HUAC-ot) 1938-ban hívták létre magánszemélyek, közalkalmazottak és a fasiszta, vagy kommunista kapcsolatokkal gyanúsított szervezetek állítólagos hűtlenségének és felforgató tevékenységeinek kivizsgálására. A „Második vörös félelem” időszakában (1945-1975) az amerikai társadalomba való esetleges kommunista beszivárgás veszélyeit vizsgálták, majd törvénytervezeteket terjesztettek elő a fenyegetés leküzdésére. Amikor a Képviselőház 1975-ben megszüntette ezt a bizottságot, feladatait a Képviselőház Igazságügyi Bizottsága vette át.
Leghírhedtebb vizsgálatuk 1947-ben zajlott, amikor a bizottság kilenc napig tartó meghallgatásokkal a hollywoodi mozgóképiparban zajló állítólagos kommunista beszivárgásról, kommunista propagandáról és kommunista "befolyásolásról" rántották le a leplet. A bizottság előtt Walt Disney és Ronald Reagan is megjelent, akik önként feljelentették a megítélésük szerinti kommunistaérzelmű munkatársaikat; mások, mint Elia Kazan, megtörtek és félelmükben tették ugyanezt. Bertolt Brecht pedig inkább a szovjet megszállású Kelet-Németországot választotta hazájának. A vizsgálat eredményeként a hollywoodi tízeket bebörtönözték és feketelistára tették a Kongresszus megsértése miatt és több mint 300 művésznek - köztük rendezőknek, íróknak, rádiósoknak, színészeknek - vették el a megélhetését azzal, hogy ők is feketelistára kerültek. 
A bizottság antikommunista és kommunistagyanúsító nyomozásait gyakran összetévesztik (és összekeverik) Joseph McCarthy kommunistavadász vizsgálataival, aki csak az 1950. február 9-én Wheelingben, a nőklubban elmondott beszédével kezdte inkvizítori munkáját és amerikai szenátorként nem volt közvetlen kapcsolatban a Képviselőház Amerika-ellenes Tevékenységek Bizottságával. McCarthy a Szenátus Kormányzati Ügyek Bizottságának és annak állandó vizsgáló albizottsága elnökeként (PSI, vagy "Truman-bizottság") folytatta az antikommunista boszorkányüldözést, nem pedig a Képviselőház Bizottságának tagjaként.
1959-ben Truman volt elnök megbélyegezte a bizottságot ezzel a kijelentéssel: „a bizottság működése a legamerikaitlanabb dolog az államok eddigi történetében”.
| „                 | Fontos, hogy mindenki szabadon gondolkodhasson. Ezt nem szabad korlátozni. Trumbo és a hollywoodi tízek története azért érdekes, mert őket a politikai nézeteik miatt csukták le egy évre. Nem követtek el semmilyen bűncselekményt. Ilyet nem lehet tenni egy civilizált országban. | ” |
| – Bryan Cranston. | |   |

(A neves színész a 2015-ben bemutatott Trumbo című filmben alakította a címszerepet.)

## Fordítás
Ez a szócikk részben vagy egészben  a   House Un-American Activities Committee című angol Wikipédia-szócikk ezen változatának fordításán alapul.  Az eredeti cikk szerkesztőit annak laptörténete sorolja fel. Ez a jelzés csupán a megfogalmazás eredetét és a szerzői jogokat jelzi, nem szolgál a cikkben szereplő információk forrásmegjelöléseként.